# Antonio Ortega García
Antonio Ortega García (Linares, Jaén, 1955) és un polític andalús.
El 1976 entrà a formar part del Partit Andalusista. En les eleccions autonòmiques de 1990 va ser elegit, ocupant el càrrec de diputat per Sevilla. Va ser Secretari General del partit des de 1995, sent reelegit el 1996.